# Polystichum crinigerum
Polystichum crinigerum är en träjonväxtart som först beskrevs av Carl Frederik Albert Christensen, och fick sitt nu gällande namn av Ren-Chang Ching. Polystichum crinigerum ingår i släktet Polystichum och familjen Dryopteridaceae. Inga underarter finns listade.